# Club Voleibol Teruel 2014-2015
Questa voce raccoglie le informazioni riguardanti il Club Voleibol Teruel nelle competizioni ufficiali della stagione 2014-2015.

## Organigramma societario
Area direttiva
- Presidente: Carlos Ranera

Area tecnica
- Allenatore: Carlos Carreño
- Allenatore in seconda: Miguel Rivera

## Rosa
| N° | Nome                | Ruolo | Data di nascita  | Nazionalità sportiva |
| -- | ------------------- | ----- | ---------------- | -------------------- |
| 3  | Danijel Galić       | S     | 14 aprile 1987   | Croazia              |
| 4  | Oscar Rodríguez     | L     | 8 giugno 1982    | Spagna               |
| 6  | Máximo Torcello     | S     | 31 marzo 1981    | Argentina            |
| 7  | Henry Rojas         | S     | 5 novembre 1992  | Venezuela            |
| 8  | Jean Diedhiou       | C     | 8 ottobre 1993   | Senegal              |
| 9  | Marc Altayó         | C     | 17 maggio 1986   | Spagna               |
| 10 | Victor Viciana      | P     | 2 ottobre 1983   | Spagna               |
| 12 | Lucas Rangel        | C     | 29 ottobre 1990  | Brasile              |
| 12 | Dmytro Mischuk      | C     | 3 agosto 1989    | Ucraina              |
| 13 | Juan Carlos Barcala | S/O   | 25 gennaio 1984  | Spagna               |
| 16 | Jesús Chourio       | S/O   | 2 gennaio 1991   | Venezuela            |
| 17 | Francisco Ruiz      | S     | 7 giugno 1991    | Spagna               |
| 18 | César Martín        | P     | 18 dicembre 1995 | Spagna               |